# ГЕС Аренал
ГЕС Аренал — гідроелектростанція на північному заході Коста-Рики. Знаходячись перед ГЕС Коробічі, становить верхній ступінь у дериваційному каскаді, який побудований на перекиданні води з басейну Карибського моря (Атлантичний океан) на захід до тихоокеанського узбережжя.
Ресурс для роботи станції накопичують у водосховищі Аренал, створеному на однойменній річці в котловині між гірськими хребтами Кордильєра-де-Гуанакасте на сході та Кордильєра-де-Тіларан на заході. Для цього звели греблю Сангрегадо — кам'яно-накидну споруду з глиняним ядром висотою 65 метрів, довжиною 1012 метрів та товщиною від 8 (по гребеню) до 553 (по основі) метрів, яка потребувала 4,66 млн м3 матеріалу. Вона утримує водойму з площею поверхні 87,8 км2 та об'ємом 2,4 млрд м3 (корисний об'єм 2 млрд м3). Аренал витікає з північно-східного завершення сховища та тече крізь Кордильєру-де-Гуанакасте до впадіння ліворуч в річку Сан-Карлос, котра в свою чергу є правою притокою Сан-Хуан (відноситься до басейну Карибського моря та формує східну ділянку кордону між Коста-Рикою і Нікарагуа).
Забір ресурсу для роботи каскаду організували з південно-західної, протилежної від витоку Аренал, частини водосховища. Тут бере початок прокладений під Кордильєрою-де-Тіларан дериваційний тунель, котрий виводить в долину невеличкої річечки Санта-Роза, лівої притоки Ріо-Коробічі, яка в свою чергу є лівою притокою Ріо-Бебедеро (впадає ліворуч до Rio-Tempisque безпосередньо перед устям останньої в затоці Колорадо — виступаючій на північ частині тихоокеанської затоки Нікоя). Зазначений тунель має довжину 6,5 км при діаметрі 5,2 метра та переходить у напірний водовід довжиною 0,6 км з діаметром 4,6 метра (завершується трьома гілками діаметром по 2 метри). В системі також працює запобіжний балансувальний резервуар шахтно-баштового типу — при діаметрі до 12,5 метрів та висоті 112 метрів частина споруди висотою 57 метрів знаходиться над землею.
Основне обладнання станції становлять три турбіни типу Френсіс потужністю по 52,5 МВт, які при чистому напорі у 186 метрів забезпечують виробництво 637 млн кВт-год електроенергії на рік.
Відпрацьована вода потрапляє у створений на Санта-Розі нижній балансувальний резервуар.
Видача продукції відбувається по ЛЕП, розрахованій на роботу під напругою 230 кВ.